# Musée archéologique de Kerkouane
Le musée archéologique de Kerkouane, inauguré en 1986, est un musée tunisien, situé sur le site archéologique de Kerkouane, cité punique du cap Bon dont le nom antique est inconnu.
Le musée a fait l'objet d'une rénovation dans les années 1990. Il est accessible sur présentation du billet d'entrée au site archéologique.

## Collection

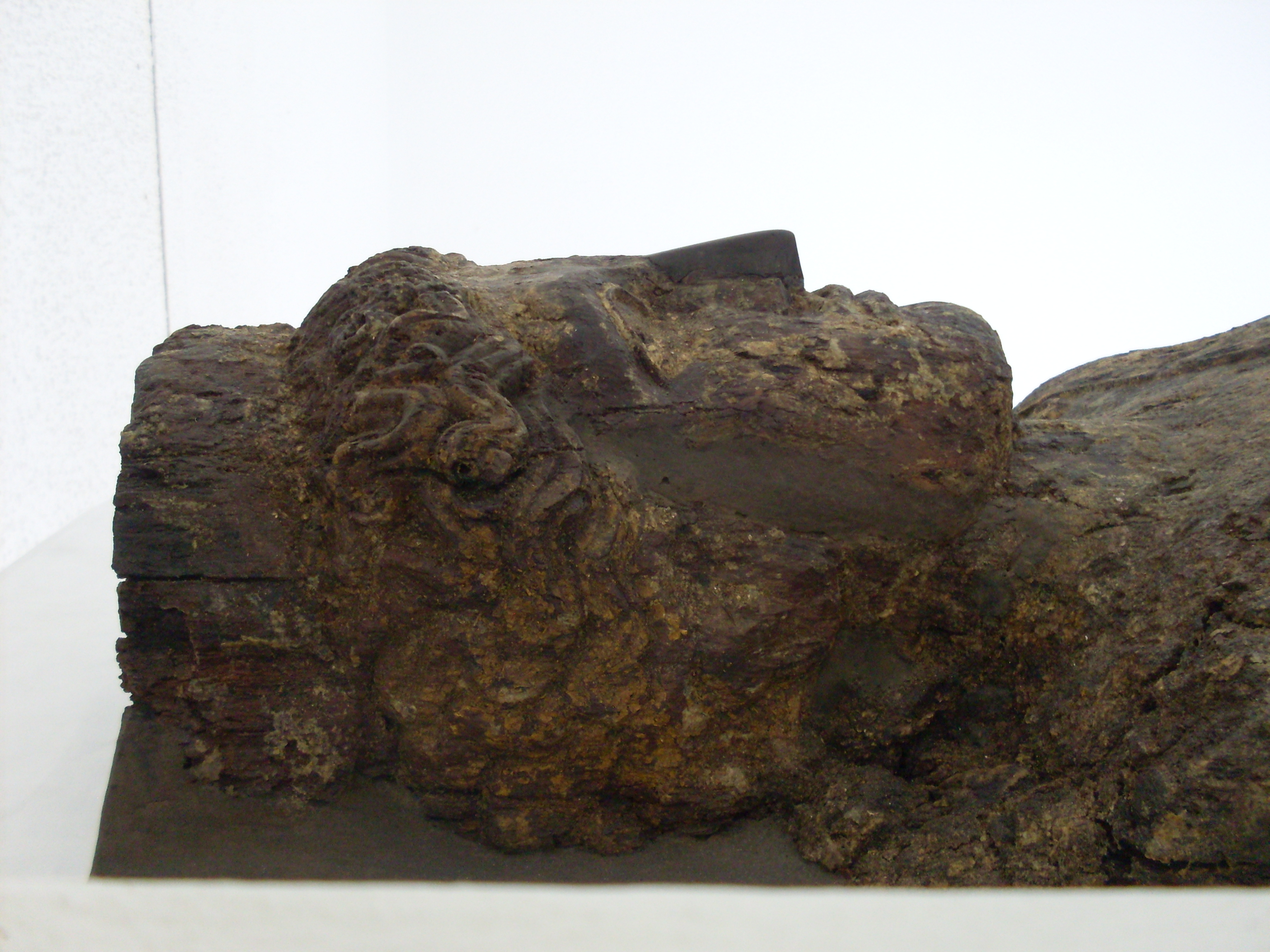
Sarcophage en bois sculpté.

Il comprend une collection de pièces archéologiques découvertes sur le site depuis les années 1950, principalement des monnaies et des céramiques. La pièce principale de ce petit musée consiste en un sarcophage en bois sculpté, pièce unique dont le décor a pu être interprété comme une représentation de la déesse protectrice du défunt.